# Senátní obvod č. 78 – Zlín
Senátní obvod č. 78 – Zlín je podle zákona č. 247/1995 Sb. tvořen severní částí okresu Zlín, ohraničenou na jihu obcemi Nedašov, Návojná, Valašské Klobouky, Křekov, Vlachova Lhota, Újezd, Vizovice, Zádveřice-Raková, Lípa, Zlín, Sazovice a Machová, a jižní částí okresu Vsetín, ohraničenou na severu obcemi Hošťálková, Liptál, Seninka, Leskovec, Valašská Polanka, Lužná, Lidečko, Horní Lideč a Střelná.
V říjnu 2014 zvolený senátor František Čuba se od roku 2016  neúčastnil jednání Senátu a na mandát rezignoval 28. února 2018. Prezident republiky Miloš Zeman ve zlínském obvodu vyhlásil doplňovací volby na 18. a 19. května 2018. Ty nakonec vyhrál Tomáš Goláň, který kandidoval jako nestraník za hnutí Senátor 21.

## Senátoři

Irena Ondrová
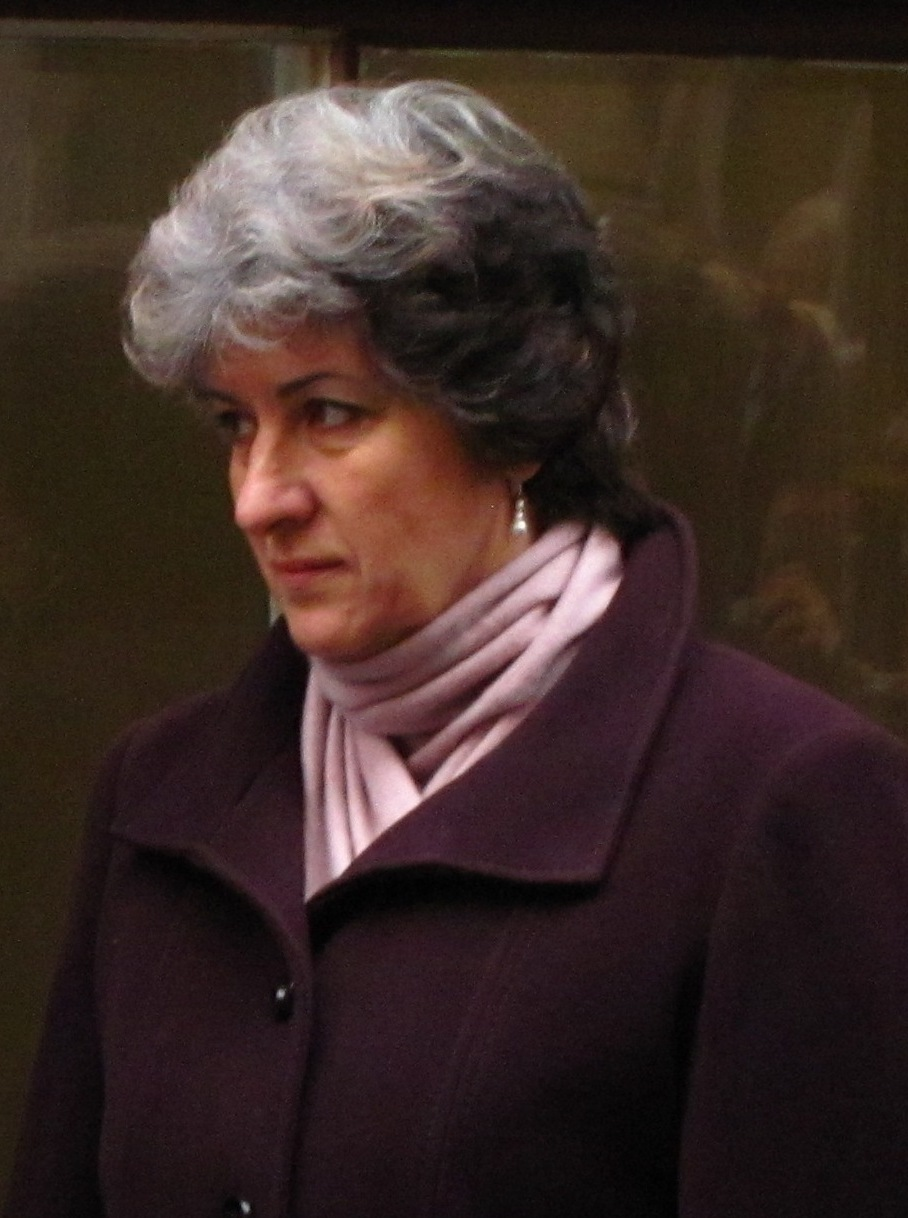
Alena Gajdůšková
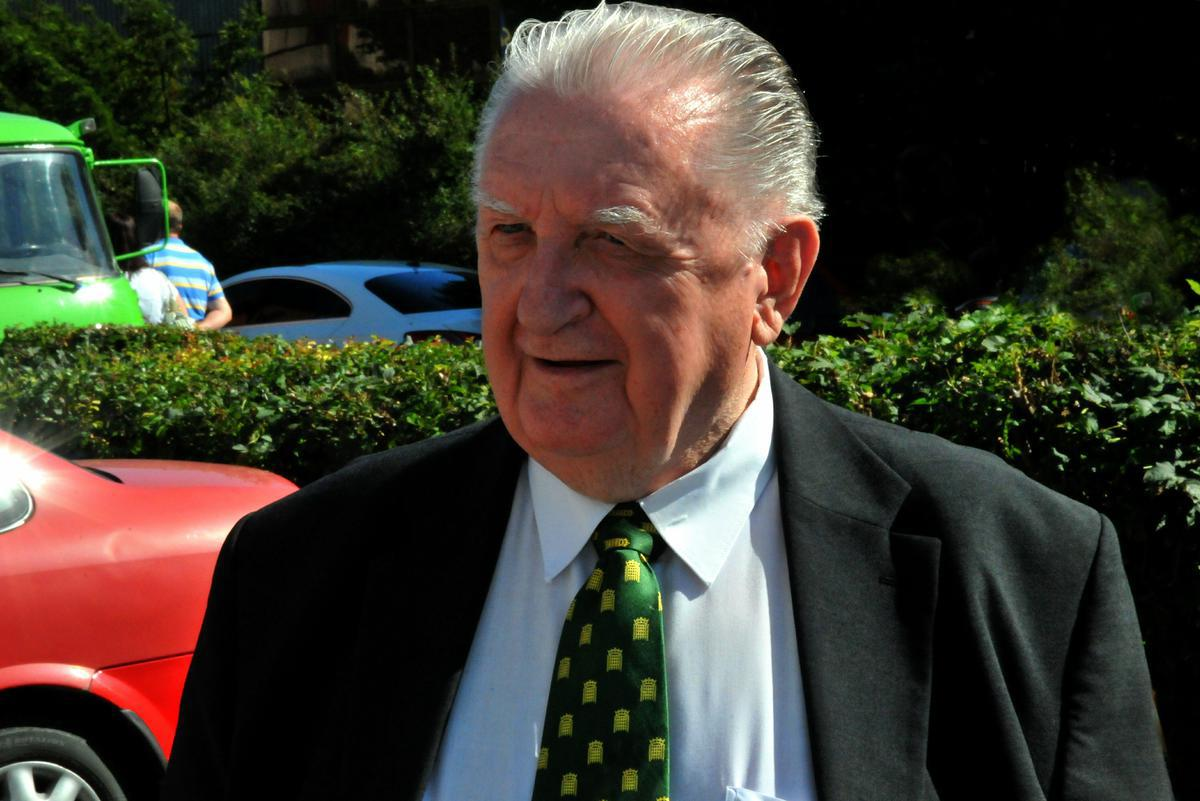
František Čuba
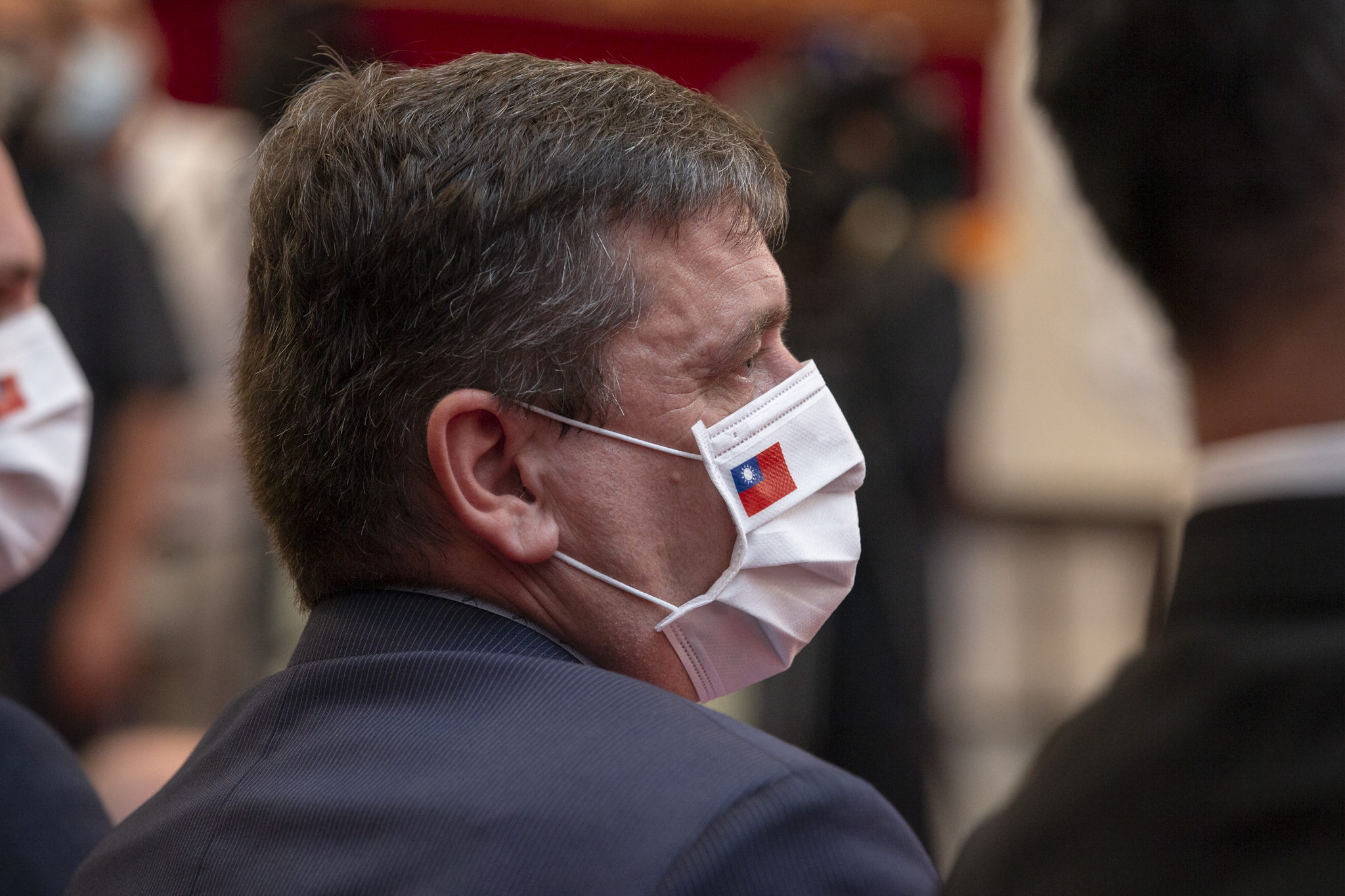
Tomáš Goláň

| Volby | Volby         | Senátor                       | Volební strana | Navrhující strana | Politická příslušnost | Odkaz  |
| ----- | ------------- | ----------------------------- | -------------- | ----------------- | --------------------- | ------ |
|       | 1996          | Irena Ondrová                 | ODS            | ODS               | ODS                   | profil |
|       | 2002          | PaedDr. Alena Gajdůšková      | ČSSD           | ČSSD              | ČSSD                  | profil |
| 2008  | profil        | PaedDr. Alena Gajdůšková      | ČSSD           | ČSSD              | ČSSD                  |        |
|       | 2014          | doc. Ing. CSc. František Čuba | SPO            | SPO               | SPO                   | profil |
|       | 2018          | Ing. Tomáš Goláň              | SEN 21         | SEN 21            | BEZPP                 | profil |
| 2020  | ODS (od 2020) | Ing. Tomáš Goláň              | SEN 21         | SEN 21            |                       | profil |

## Volby

### Rok 1996
| Kandidát                  | Volební strana | Navrhující strana | Politická příslušnost | Počet hlasů (1. kolo) | %     | Počet hlasů (2. kolo) | %     |
| ------------------------- | -------------- | ----------------- | --------------------- | --------------------- | ----- | --------------------- | ----- |
| Irena Ondrová             | ODS            | ODS               | ODS                   | 12 768                | 35,87 | 14 075                | 52,64 |
| Ing. Jaromír Schneider    | KDU-ČSL        | KDU-ČSL           | KDU-ČSL               | 7 497                 | 21,06 | 12 663                | 47,36 |
| prof. Mgr. Věra Chytilová | ČSSD           | ČSSD              | BEZPP                 | 6 541                 | 18,37 | —                     | —     |
| MUDr. Olga Gröschlová     | ODA            | ODA               | ODA                   | 4 077                 | 11,45 | —                     | —     |
| Václav Unzeitig           | KSČM           | KSČM              | KSČM                  | 3 285                 | 9,23  | —                     | —     |
| Alexander Gola            | MSLK_96        | MOR_SLEZ          | MNS                   | 692                   | 1,94  | —                     | —     |
| Zdeněk Ušela              | DEU            | DEU               | DEU                   | 429                   | 1,21  | —                     | —     |
| Ing. Marek Pánek          | NEI            | NEI               | BEZPP                 | 309                   | 0,87  | —                     | —     |

### Rok 2002
| Kandidát                      | Volební strana | Navrhující strana | Politická příslušnost | Počet hlasů (1. kolo) | %     | Počet hlasů (2. kolo) | %     |
| ----------------------------- | -------------- | ----------------- | --------------------- | --------------------- | ----- | --------------------- | ----- |
| PaedDr. Alena Gajdůšková      | ČSSD           | ČSSD              | ČSSD                  | 6 914                 | 27,12 | 19 233                | 57,02 |
| Irena Ondrová                 | ODS            | ODS               | ODS                   | 7 741                 | 30,36 | 14 495                | 42,97 |
| Ing. Jan Slezák               | US-DEU         | US-DEU            | BEZPP                 | 3 400                 | 13,33 | —                     | —     |
| František Rábek               | KSČM           | KSČM              | KSČM                  | 2 655                 | 10,41 | —                     | —     |
| MUDr. Olga Gröschlová         | ODA            | ODA               | BEZPP                 | 2 355                 | 9,23  | —                     | —     |
| Ing. arch. Svatopluk Sládeček | PB             | PB                | BEZPP                 | 1 262                 | 4,95  | —                     | —     |
| Miroslav Holáň                | NK             | NK                | BEZPP                 | 668                   | 2,62  | —                     | —     |
| Ing. Ludvík Maděra            | VPB            | VPB               | BEZPP                 | 496                   | 1,94  | —                     | —     |

### Rok 2008
| Kandidát                 | Volební strana | Navrhující strana | Politická příslušnost | Počet hlasů (1. kolo) | %     | Počet hlasů (2. kolo) | %     |
| ------------------------ | -------------- | ----------------- | --------------------- | --------------------- | ----- | --------------------- | ----- |
| PaedDr. Alena Gajdůšková | ČSSD           | ČSSD              | ČSSD                  | 18 973                | 44,50 | 20 570                | 63,67 |
| MUDr. Miroslav Šindlář   | ODS            | ODS               | ODS                   | 9 132                 | 21,42 | 11 737                | 36,32 |
| MUDr. Josef Devát        | KDU-ČSL        | KDU-ČSL           | BEZPP                 | 5 472                 | 12,83 | —                     | —     |
| Pavel Jungmann           | "NSK"          | "NSK"             | BEZPP                 | 4 770                 | 11,18 | —                     | —     |
| Radomír Rafaja           | KSČM           | KSČM              | KSČM                  | 2 872                 | 6,73  | —                     | —     |
| Ing. Mojmír Novák        | NEZ            | NEZ               | BEZPP                 | 1 027                 | 2,40  | —                     | —     |
| Ing. Zdeněk Vítek        | SDŽ            | SDŽ               | BEZPP                 | 386                   | 0,90  | —                     | —     |

### Rok 2014
| Kandidát                         | Volební strana | Navrhující strana | Politická příslušnost | Počet hlasů (1. kolo) | %     | Počet hlasů (2. kolo) | %     |
| -------------------------------- | -------------- | ----------------- | --------------------- | --------------------- | ----- | --------------------- | ----- |
| doc. Ing. CSc. František Čuba    | SPO            | SPO               | SPO                   | 10 333                | 23,89 | 11 971                | 54,01 |
| PaedDr. Alena Gajdůšková         | ČSSD           | ČSSD              | ČSSD                  | 10 240                | 23,68 | 10 193                | 45,98 |
| Mgr. Aleš Dufek                  | KDU-ČSL, Z21   | KDU-ČSL           | Z21                   | 7 704                 | 17,81 | —                     | —     |
| Mgr. S.T.D. Petr Žůrek           | STAN           | STAN              | STAN                  | 4 223                 | 9,76  | —                     | —     |
| JUDr. Aloisie Jurkovičová        | ANO            | ANO               | BEZPP                 | 2 854                 | 6,59  | —                     | —     |
| MUDr. Jiří Sýkora                | ODS            | ODS               | ODS                   | 2 349                 | 5,43  | —                     | —     |
| Ing. Jan Bravenec                | Úsvit          | Úsvit             | BEZPP                 | 1 357                 | 3,13  | —                     | —     |
| PaedDr. Olga Křížová             | Republika      | Republika         | BEZPP                 | 1 337                 | 3,09  | —                     | —     |
| Mgr. Vlastislav Antolák          | KSČM           | KSČM              | KSČM                  | 936                   | 2,16  | —                     | —     |
| JUDr. Jan Zlínský                | NEZ            | NEZ               | BEZPP                 | 914                   | 2,11  | —                     | —     |
| Ing. Luděk Maděra                | Piráti         | Piráti            | BEZPP                 | 830                   | 1,91  | —                     | —     |
| JUDr. Ing. Karel Nedbálek, Ph.D. | ČS             | ČS                | ČS                    | 166                   | 0,38  | —                     | —     |

### Rok 2018 (doplňovací)
| Kandidát                            | Volební strana | Navrhující strana | Politická příslušnost | Počet hlasů (1. kolo) | %     | Počet hlasů (2. kolo) | %     |
| ----------------------------------- | -------------- | ----------------- | --------------------- | --------------------- | ----- | --------------------- | ----- |
| Ing. Tomáš Goláň                    | SEN 21         | SEN 21            | BEZPP                 | 3 234                 | 18,99 | 5 991                 | 53,78 |
| Michaela Blahová                    | KDU-ČSL        | KDU-ČSL           | KDU-ČSL               | 4 118                 | 24,18 | 5 148                 | 46,21 |
| MUDr. Miroslav Adámek               | STAN           | STAN              | BEZPP                 | 2 786                 | 16,36 | —                     | —     |
| Doc. MUDr. Ph.D. Michal Filip       | ANO            | ANO               | BEZPP                 | 2 211                 | 12,98 | —                     | —     |
| Aleš Fuksa                          | Piráti         | Piráti            | BEZPP                 | 1 559                 | 9,15  | —                     | —     |
| MUDr. Radim Jünger                  | ČSSD           | ČSSD              | BEZPP                 | 1 270                 | 7,45  | —                     | —     |
| Radomír Rafaja                      | KSČM           | KSČM              | KSČM                  | 896                   | 5,26  | —                     | —     |
| MUDr. Lubomír Nečas                 | SPOZ           | SPOZ              | SPOZ                  | 697                   | 4,09  | —                     | —     |
| JUDr. Ing. Karel Nedbálek PhD., MBA | ČS             | ČS                | ČS                    | 254                   | 1,49  | —                     | —     |

### Rok 2020
| Kandidát | Kandidát                    | Volební strana | Navrhující strana | Politická příslušnost | Počet hlasů (1. kolo) | %     | Počet hlasů (2. kolo) | %     |
| -------- | --------------------------- | -------------- | ----------------- | --------------------- | --------------------- | ----- | --------------------- | ----- |
|          | Ing. Tomáš Goláň            | SEN 21         | SEN 21            | BEZPP                 | 14 485                | 32,53 | 10 738                | 58,94 |
|          | MUDr. Pavel Stodůlka, Ph.D. | NEZ            | NEZ               | BEZPP                 | 10 642                | 23,90 | 7 479                 | 41,05 |
|          | MgA. Petr Michálek          | STAN           | STAN              | STAN                  | 6 637                 | 14,90 | —                     | —     |
|          | Michaela Blahová            | KDU-ČSL        | KDU-ČSL           | KDU-ČSL               | 5 631                 | 12,64 | —                     | —     |
|          | Ing. Radek Henner           | SPD            | SPD               | SPD                   | 3 519                 | 7,90  | —                     | —     |
|          | Jan Doleček                 | KSČM           | KSČM              | KSČM                  | 2 027                 | 4,55  | —                     | —     |
|          | JUDr. Jan Šťovíček, Ph.D.   | MZH            | MZH               | BEZPP                 | 1 579                 | 3,54  | —                     | —     |

## Volební účast
|  | nejvyšší volební účast |  | nejnižší volební účast |

| Rok  | % (1. kolo) | % (2. kolo) |
| ---- | ----------- | ----------- |
| 1996 | 34,56       | 26,03       |
| 2002 | 23,89       | 32,81       |
| 2008 | 42,08       | 29,81       |
| 2014 | 41,96       | 20,48       |
| 2018 | 15,95       | 10,40       |
| 2020 | 43,63       | 17,08       |